# Hans Lippershey
Hans Lippershey (Wesel, 1570 – Middelburg, sepolto il 29 settembre 1619) è stato un ottico tedesco naturalizzato olandese.

## Biografia
Nato a Wesel, nella Germania occidentale, nel 1594 si stabilì a Middelburg, nei Paesi Bassi, dove lo stesso anno si sposò e nel 1602 ottenne la cittadinanza; vi rimase poi sino alla morte.
Lippershey è accreditato come il creatore e il diffusore del primo modello di telescopio funzionante. Sebbene alcuni modelli più grezzi di telescopi e cannocchiali fossero stati creati già molto tempo prima, forse addirittura dagli assiri, si ritiene che Lippershey sia stato il primo a depositare una domanda di brevetto per il suo modello (il 2 ottobre 1608, anticipando di poche settimane Jacob Metius), che fu reso compiutamente disponibile nel 1608: pur non essendo riuscito a brevettarlo, gliene furono commissionate dal governo olandese alcune copie. Il "vetro prospettico olandese", come fu chiamato il telescopio di Lippershey, aveva un ingrandimento di appena tre volte.
La prima menzione conosciuta di un tentativo da parte di Lippershey di ottenere il brevetto della sua macchina ottica apparve alla fine di una relazione diplomatica stilata al termine di un'ambasceria inviata in Olanda dal re del Siam Ekathotsarot. La relazione si diffuse presto in tutta Europa, e trovò consensi e collaudatori tra scienziati del tempo — come Paolo Sarpi, che ricevette la relazione a novembre, l'inglese Thomas Harriot, che la ricevette nel 1609, e Galileo Galilei, che migliorò lo strumento.
A lui furono dedicati il cratere Lippershey sulla Luna e l'asteroide 31338 Lipperhey.